# Tratado dos Dardanelos
O Tratado dos Dardanelos (também conhecido como Tratado de Paz, Comércio e Aliança Secreta dos Dardanelos, Tratado de Çanak,  Tratado de Chanak ou em turco:  Kale-i Sultaniye Antlaşması) foi um tratado estabelecido entre o Império Otomano e o Reino Unido em 5 de janeiro de 1809 em Çanakkale, Império Otomano. O tratado colocou um fim à Guerra Anglo-Turca de 1807-1809. A Sublime Porta manteve grandes privilégios comerciais e legais para os britânicos no território otomano. O Reino Unido prometeu proteger a integridade do Império Otomano contra a ameaça de França, tanto com a sua frota como pelo fornecimento de armas a Constantinopla. O tratado afirmava o princípio de que nenhum vaso de guerra de nenhuma potência podia entrar nos Dardanelos e Bósforo. O tratado antecipou a Convenção de Londres sobre os Estreitos de 1841, pela qual as outras potências se comprometeram com o mesmo princípio.